# Eriesthis clarkei
Eriesthis clarkei är en skalbaggsart som beskrevs av Dombrow 1997. Eriesthis clarkei ingår i släktet Eriesthis och familjen Melolonthidae. Inga underarter finns listade i Catalogue of Life.